# Certhiidae
Famille
Les Certhiidae sont une famille d'oiseaux de l'ordre des passereaux.
Elle comprend dix espèces de grimpereaux et salpornis. L'aire de répartition de cette famille s'étend de la zone néarctique à la zone paléarctique et à la zone orientale.
Deux espèces sont couramment observées en France :
- le Grimpereau des jardins,
- le Grimpereau des bois.

## Liste desgenres
- Certhia Linnaeus, 1758
- Salpornis G.R. Gray, 1847

## Liste des espèces
D'après la classification de référence (version 5.2, 2015) du Congrès ornithologique international (ordre phylogénique) :
- Certhia familiaris – Grimpereau des bois
- Certhia hodgsoni – Grimpereau de Hodgson
- Certhia americana – Grimpereau brun
- Certhia brachydactyla – Grimpereau des jardins
- Certhia himalayana – Grimpereau de l'Himalaya
- Certhia nipalensis – Grimpereau du Népal
- Certhia discolor – Grimpereau discolore
- Certhia manipurensis – Grimpereau du Manipur
- Certhia tianquanensis – Grimpereau du Sichuan
- Salpornis spilonotus – (?)
- Salpornis salvadori – (?)